# Arbelos

Un arbelos (surface bleutée).

«  Tricercle de Mohr » redirige ici. Pour la représentation des contraintes, voir Cercle de Mohr.
L'arbelos (ou tricercle de Mohr, du nom du mathématicien danois Georg Mohr) est une figure géométrique plane étudiée, entre autres, par Archimède (-287 - -212, Syracuse). Le terme « arbelos » signifie couteau du savetier.

## Construction

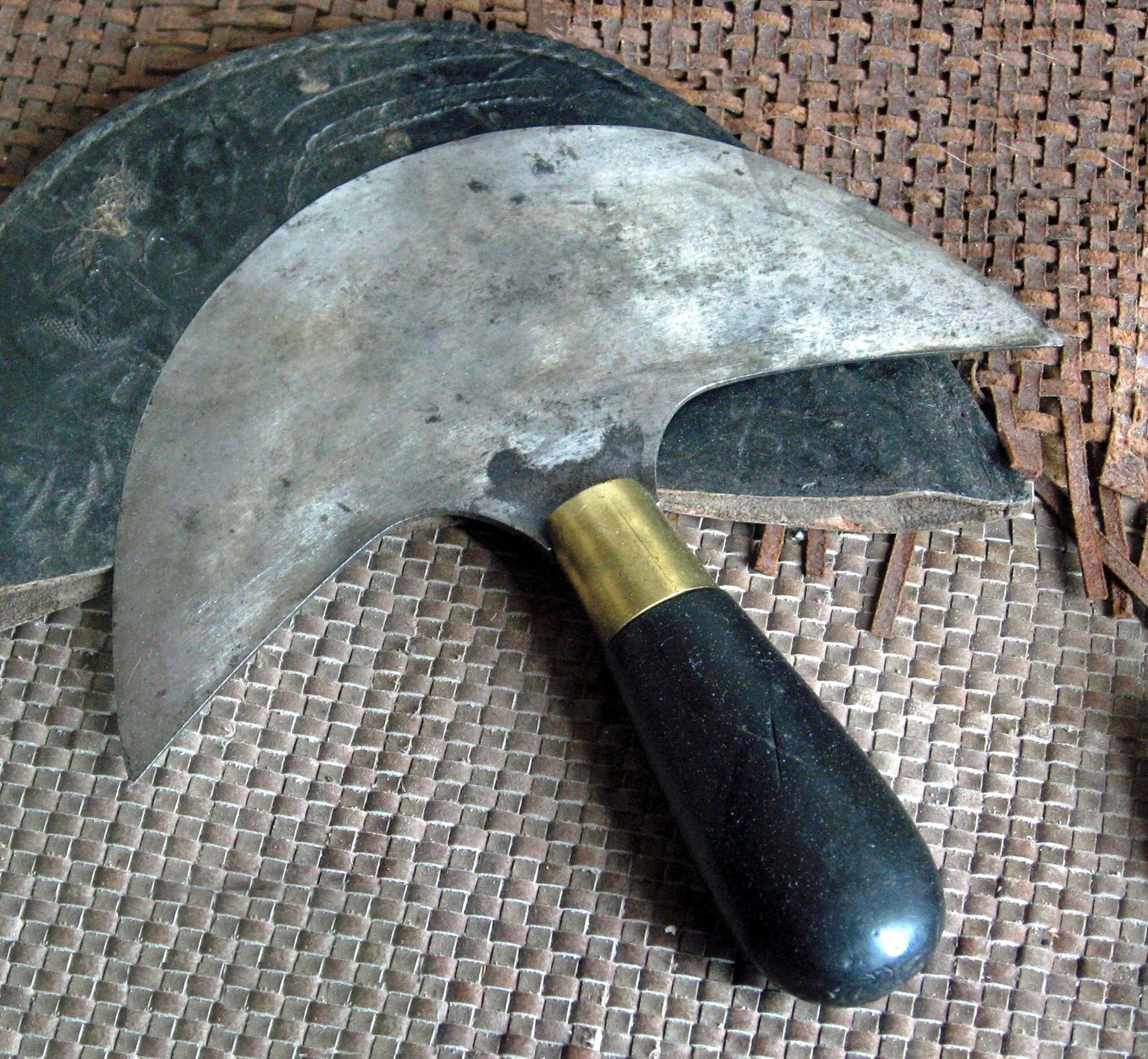
Le couteau du savetier.

Soit un demi-cercle de diamètre BC. Soit A un point quelconque de ce diamètre.
- Tracer le demi-cercle de diamètre BA intérieur.
- Tracer le demi-cercle de diamètre AC intérieur.
- Considérer la surface intérieure obtenue : c'est une lame d'arbelos.

## Propriétés
Cette figure possède de nombreuses propriétés, en voici quelques-unes : 
 Propriété de l'aire : soit AH la demi-corde verticale passant par A. L'aire de l'arbelos est égale à l'aire du cercle de diamètre AH.
Démonstration : il suffit d'appeler b et c les diamètres AB et AC, et h la hauteur AH. Les aires des demi-cercles sont alors respectivement de  {\displaystyle {\pi  \over 8}b^{2}}, {\displaystyle {\pi  \over 8}c^{2}}, {\displaystyle {\pi  \over 8}(b+c)^{2}}. Puis, par différence, on obtient l'aire de l'arbelos  {\displaystyle {\pi  \over 4}bc}. La dernière étape fait appel aux propriétés du triangle rectangle dans lequel le carré de la hauteur est égal au produit des longueurs découpées sur l'hypoténuse. En d'autres termes : {\displaystyle bc=h^{2}}. Ce qui nous donne pour l'aire de l'arbelos : {\displaystyle {\pi  \over 4}h^{2}} qui est bien l'aire du cercle de diamètre AH.

Deux rectangles formés dans un arbelos.

 Propriété du rectangle : Le segment BH coupe le demi-cercle BA en D. Le segment CH coupe le demi-cercle AC en E. Alors DHEA est un rectangle.
Démonstration : Les triangles BDA, BHC et AEC sont rectangles car inscrits dans des demi-cercles (théorème de Thalès (cercle)). Le quadrilatère ADHE possède donc trois angles droits, c'est un rectangle.

Autre propriété : les cercles inscrits aux deux parties d'un arbelos, séparés par la tangente aux cercles intérieurs, ont le même rayon.

 Propriété des tangentes : La droite (DE) est une tangente commune aux deux cercles.
Démonstration : La similitude de centre D qui envoie B sur A a pour angle {\displaystyle \pi /2} et envoie aussi A sur H (les triangles DBA et DAH sont semblables). Elle envoie donc le milieu I de [AB] sur le milieu O de [AH] et l'angle IDO est droit. La droite (DO) est donc tangente au premier cercle en D. Comme ADHE est un rectangle, le point O est sur (DE) donc (DE) est une tangente du premier cercle. Elle est tangente du second par un raisonnement analogue.

Autre propriété : dans un arbelos, en le reproduisant par homothétie dans les arcs intérieurs, les arcs touchant la tangente intérieure (ici en violet) sont égaux.